# キャプテンナムラ
キャプテンナムラ（1975年4月27日 - ?）は、1970年代末から1980年代初頭に活躍した日本の競走馬である。父はシンザン、母はフエアリーレデー。おもな勝ち鞍は阪神大賞典・鳴尾記念の全21戦6勝。主戦騎手は田島良保で、追い込みを得意戦法としていた。

## 戦績
1977年12月にデビューしたものの3連敗。その後、年明け早々に未勝利では無く若竹賞特別で勝ち上がると、調整明け緒戦こそ敗れたが次走を連勝した。滑り込みで出走権を得た東京優駿（日本ダービー）に出走予定だったが、直前に骨折し出走は叶わなかった。秋に復帰すると菊花賞へのステップレースとして京都新聞杯に出走したが、9着に敗れた。菊花賞は、12番人気ながら最内を鋭く伸びたものの、勝負所で怯んだのが致命傷となりインターグシケンの2着に敗れた。だが、次走の阪神大賞典を勝利、初重賞制覇となった。更に鳴尾記念にも勝ち、天皇賞（春）では1番人気に押された。シンザン産駒初の八大競走制覇が期待されたが、淀名物・3コーナーで気弱な一面を見せたのが命取りとなり、4着敗退に終わった。その後は脚部不安に悩まされ、長期休養明け後3戦を6着・2着・4着した後、地方転出が決定した（坂口正大調教師は移籍決定までこの事を知らなかった）。紀三井寺競馬場では屈腱炎を患いながら1勝を挙げるが、最後は競走中止・引退となった。生まれついての気弱な性格が最後まで足を引っ張った形となった。

## 引退後
引退後は使役馬兼種牡馬となり、生涯で9頭残した産駒のうちキャプテンボーイ・ハンサムナムラの2頭が中央で勝ち上がった。1988年種牡馬を引退、乗馬へと転向した。2000年弟子屈町の乗馬クラブにて引退名馬繋養展示事業助成金交付馬となった。2003年以降、助成金対象馬に本馬の名前はない。2000年時点で25歳の高齢だった為、恐らくこの間に死亡したと思われる。

## 血統表
| キャプテンナムラの血統ボワルセル系 / Theft 4×3=18.75%、Gainsborough 5×5=6.25%、Sun Worship 5×5=6.25%、Shian Mor 5×5=6.25% | キャプテンナムラの血統ボワルセル系 / Theft 4×3=18.75%、Gainsborough 5×5=6.25%、Sun Worship 5×5=6.25%、Shian Mor 5×5=6.25% | キャプテンナムラの血統ボワルセル系 / Theft 4×3=18.75%、Gainsborough 5×5=6.25%、Sun Worship 5×5=6.25%、Shian Mor 5×5=6.25% | （血統表の出典）      | （血統表の出典） |
| 父 シンザン 1961 鹿毛 | 父の父* Hindostan 1946 黒鹿毛                                                                                             | Bois Roussel | Vatout                | Vatout           |
| 父 シンザン 1961 鹿毛 | 父の父* Hindostan 1946 黒鹿毛                                                                                             | Bois Roussel | Plucky Liege          |                  |
| 父 シンザン 1961 鹿毛 | 父の父* Hindostan 1946 黒鹿毛                                                                                             | Sonibai | Solario               | Solario          |
| 父 シンザン 1961 鹿毛 | 父の父* Hindostan 1946 黒鹿毛                                                                                             | Sonibai | Udaipur               |                  |
| 父 シンザン 1961 鹿毛 | 父の母ハヤノボリ 1949 栗毛                                                                                                | ハヤタケ | * Theft               | * Theft          |
| 父 シンザン 1961 鹿毛 | 父の母ハヤノボリ 1949 栗毛                                                                                                | ハヤタケ | 飛竜                  |                  |
| 父 シンザン 1961 鹿毛 | 父の母ハヤノボリ 1949 栗毛                                                                                                | 第五バッカナムビューチー                                                                                                  | * Tournesol           | * Tournesol      |
| 父 シンザン 1961 鹿毛 | 父の母ハヤノボリ 1949 栗毛                                                                                                | 第五バッカナムビューチー                                                                                                  | バツカナムビユーチー  |                  |
| 母 フエアリーレデー 1961 鹿毛                                                                                             | 母の父* Solonaway 1946 鹿毛                                                                                               | Solferino | Fairway               | Fairway          |
| 母 フエアリーレデー 1961 鹿毛                                                                                             | 母の父* Solonaway 1946 鹿毛                                                                                               | Solferino | Sol Speranza          |                  |
| 母 フエアリーレデー 1961 鹿毛                                                                                             | 母の父* Solonaway 1946 鹿毛                                                                                               | Anyway | Grand Glacier         | Grand Glacier    |
| 母 フエアリーレデー 1961 鹿毛                                                                                             | 母の父* Solonaway 1946 鹿毛                                                                                               | Anyway | The Widow Murphy      |                  |
| 母 フエアリーレデー 1961 鹿毛                                                                                             | 母の母セフトクヰン 1946 鹿毛                                                                                              | * Theft | Tetratema             | Tetratema        |
| 母 フエアリーレデー 1961 鹿毛                                                                                             | 母の母セフトクヰン 1946 鹿毛                                                                                              | * Theft | Voleuse               |                  |
| 母 フエアリーレデー 1961 鹿毛                                                                                             | 母の母セフトクヰン 1946 鹿毛                                                                                              | 第参スターカツプ | * Primero             | * Primero        |
| 母 フエアリーレデー 1961 鹿毛                                                                                             | 母の母セフトクヰン 1946 鹿毛                                                                                              | 第参スターカツプ | スターカツプ F-No.3-l |                  |

- 牝系はフロリースカツプ系。